# Lepidozona pectinulata
Lepidozona pectinulata is een keverslak uit de familie Ischnochitonidae.
Deze soort wordt 25 tot 38 millimeter lang en komt voor aan de westkust van Noord-Amerika, onder andere in het zuiden van Californië en Neder-Californië.